# 데브라 윌슨

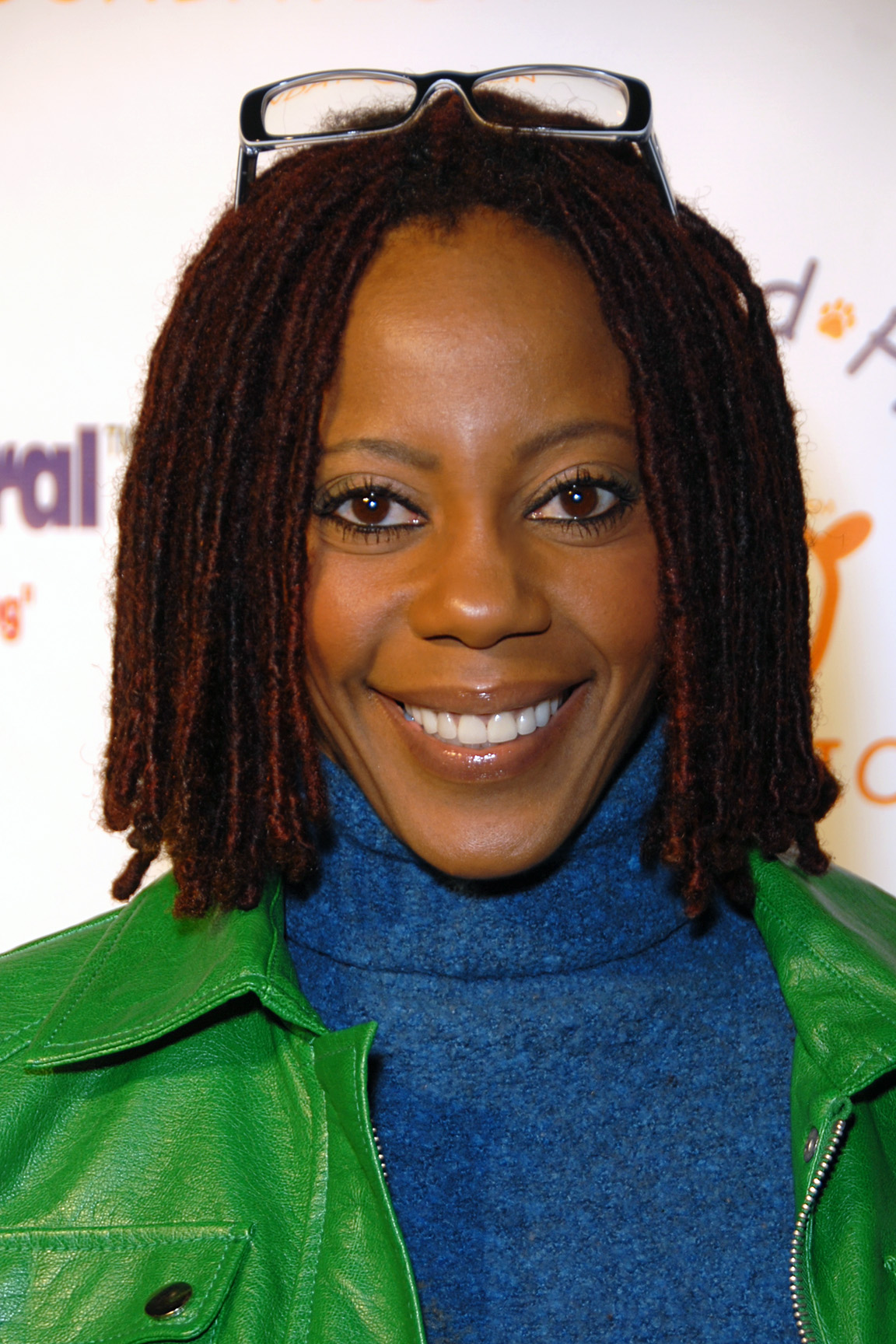

데브라 윌슨(Debra Wilson, 1962년 4월 26일 ~ )는 미국의 배우이다.
퀸스에서 태어났다.

## 영화
- 페인킬러 (2018년)
- 바디드 (2017년)
- 디스 이즈 멕 (2017년)
- 케이지드 노 모어 (2016년)
- 마더스 오브 더 브라이드 (2015년)
- 10년 계획 (2014년)
- 미들라이프 (2013년)
- 디비전 III: 풋볼즈 파이니스트 (2011년)
- 빨간 모자의 진실 2 (2011년) - 아이너 역
- 퍼펙트 콤비네이션 (2010년)
- 더 혼티드 월드 오브 엘 슈퍼비스토 (2009년)
- 고기에 대한 불편한 진실 (2007, Meat the Truth)
- 코어절리 인바이드 (2007년)
- 더 추즈 원 (2007년)
- 이프 아이 해드 노운 아이 워즈 어 지니어스 (2007년)
- 셧 업 앤드 슛 (2006년)
- 대니 로앤: 퍼스트 타임 디렉터 (2006년)
- 무서운 영화 4 (2006년)
- 헷지 (2006년) - 데비 목소리 역
- 나인 라이브즈 (2004년) - 리사 역
- 디 오브롱스 (2001년)
- CSI 라스베가스 시즌1 (2000년)
- 쇼킹 패밀리 (1999년)
- 그리드락 디 (1997년)
- 콤비 걸 (1997년)
- 어사일럼 (1996년)
- 걸 식스 (1996년)
- 뉴저지 드라이브 (1995년)